# Gilbert Elliot-Murray-Kynynmound, 4. Earl of Minto

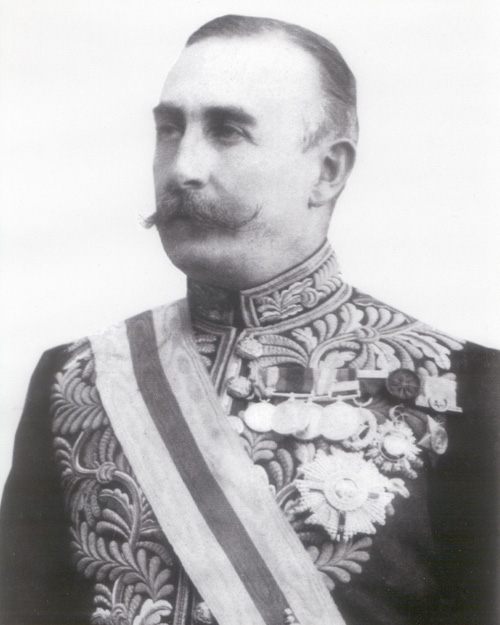
Gilbert Elliot-Murray-Kynynmound, 4. Earl of Minto (um 1910)

Gilbert John Elliot-Murray-Kynynmound, 4. Earl of Minto KG GCSI GCMG GCIE PC (* 9. Juli 1845 in London; † 1. März 1914 in Minto, Roxburgh, Schottland) war ein britischer Offizier und Staatsmann, Generalgouverneur von Kanada, Vizekönig von Indien und Rektor der University of Edinburgh.

## Biografie

### Aufstieg zum Generalgouverneur von Kanada

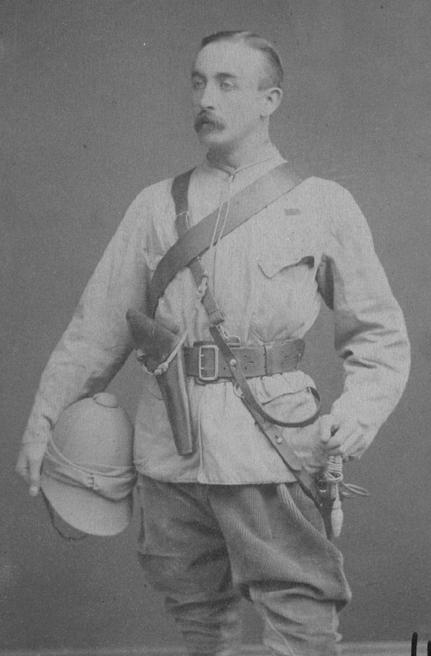
Gilbert Elliot-Murray-Kynynmound, Viscount Melgund (1885)

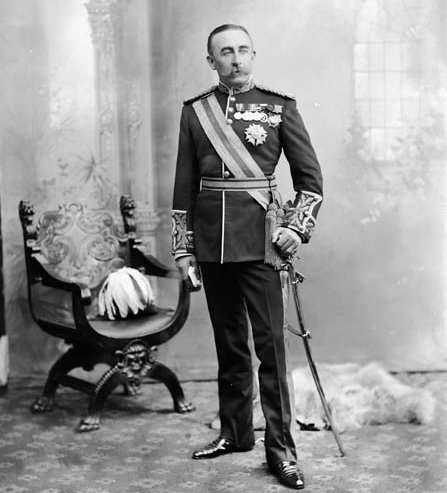
Der Earl of Minto während seiner Amtszeit als Generalgouverneur von Kanada

Gilbert Elliot-Murray-Kynynmound war der älteste Sohn des William Elliot-Murray-Kynynmound, 3. Earl of Minto. Als dessen Heir apparent führte er von 1859 bis 1891 den Höflichkeitstitel Viscount Melgund.
Er besuchte das Eton College und schloss ein Studium am Trinity College der Universität Cambridge ab.
Anschließend trat er in die British Army ein und diente zunächst von 1867 bis 1870 als Lieutenant bei den Scots Fusilier Guards. 1872 wurde er Captain beim 1st Roxburghshire Mounted Rifle Volunteer Corps. 1877 nahm er als Kriegsfreiwilliger im osmanischen Heer am Russisch-Osmanischen Krieg teil. 1878 wurde er zur British Army zurückbeordert und kämpfte bis 1879 im Zweiten Anglo-Afghanischen Krieg. 1881 war er Privatsekretär des Generals Sir Frederick Roberts in der Kapkolonie. 1882 meldete er sich freiwillig zum Anglo-Ägyptischen Krieg.
Danach wurde er 1883 zum Sekretär für Militärangelegenheiten in der britischen Kolonialverwaltung in Kanada berufen und nahm als solcher an der Niederschlagung der Nordwest-Rebellion von Louis Riel in Saskatchewan 1885 teil, bei der er durch besondere Tapferkeit auffiel (mentioned in dispatches).
1886 kehrte er ins Vereinigte Königreich zurück und erbte beim Tod seines Vaters 1891 dessen Adelstitel als Earl of Minto. Damit wurde er auch Mitglied des House of Lords.
Am 12. November 1898 erfolgte seine Berufung zum Generalgouverneur Kanadas durch Königin Victoria. In diesem Amt, das er bis zum 18. November 1904 bekleidete, bemühte er sich um eine Versöhnung der politischen Ansichten des kanadischen Premierministers Wilfrid Laurier und des britischen Kolonialministers Joseph Chamberlain. 1898 wurde er als Knight Grand Cross des Order of St Michael and St George ausgezeichnet und 1902 ins britische Privy Council aufgenommen.

### Vizekönig von Indien
Am 18. November 1905 wurde Minto, wie bereits sein Urgroßvater Gilbert Elliot-Murray-Kynynmound, 1. Earl of Minto, Vizekönig von Indien. Sein Vorgänger Curzon war im Streit um die Befugnisse Lord Kitcheners als Oberbefehlshaber der britischen Streitkräfte in Indien unterlegen gewesen. Minto wurde, als Vizekönig von Indien, 1905 auch als Knight Grand Commander in den Order of the Star of India und den Order of the Indian Empire aufgenommen und war kraft Amtes Großmeister dieser beiden Orden.
Als Vizekönig von Indien arbeitete er eng mit dem britischen Minister für Indien (Secretary of State for India) John Morley, 1. Viscount Morley of Blackburn zusammen. Zusammen leiteten sie 1909 umfangreiche Reformen zur Befriedigung von Indern aus der gebildeten Schicht ein, die zugleich auch die Stellung moderater Führer des Indischen Nationalkongresses stärkten. Dadurch gelang ihnen auch, ein Anwachsen nationalistischer Strömungen sowie eine Spaltung in extremistische Gruppierungen zu verhindern. Unter anderem wurden zwei indische Mitglieder in den Rat des Indienministers berufen sowie ein weiteres Mitglied in den Exekutivrat des Vizekönigs. Darüber hinaus wurden die Wählerschaften von Hindus und Moslems getrennt, um eine Erhöhung der muslimischen Vertretung zu erreichen. Elliot-Murray-Kynynmound ermutigte auch die Gründung der Muslimliga als rivalisierende Organisation zum Indischen Nationalkongress. Diese „Teile-und-Herrsche-Politik“ (divide and rule policy) wurde später dahingehend kritisiert, sie habe schließlich zur Teilung Indiens 1947 und der Gründung von Pakistan beigetragen.
Schließlich war er ein Befürworter von entschlossenem Handeln bei Widerstand gegen die britische Kolonialverwaltung. Dabei erneuerte er eine Verordnung von 1818, die ihm 1907 die Deportation der Revolutionäre Lala Lajpat Rai und Ajit Singh ohne gerichtliches Verfahren ermöglichte. Daneben erließ er 1908 Verordnungen zur Steuerung der Presse sowie über Herstellung und Handel mit Sprengstoffen.
Das Amt des Vizekönigs von Indien übte er bis zum 23. November 1910 aus. 1910 wurde er für seine Verdienste als Knight Companion in den Hosenbandorden aufgenommen. Nach seiner Rückkehr war Elliot-Murray-Kynynmound schließlich zwischen 1911 und seinem Tod Rektor der University of Edinburgh.

## Ehrungen
Nach ihm sind der Lac Minto in Québec und der Ort Minto in New Brunswick benannt.